# Tephrosia mossiensis
Espèce
Tephrosia mossiensis est une espèce de plantes à fleurs de la famille des Fabaceae et du genre Tephrosia, présente en Afrique tropicale. 

## Description
C'est un semi-arbuste ramifié de 0,5 à 2 m de hauteur.

## Distribution
L'espèce est présente en Afrique de l'Ouest, notamment au Cameroun, au Ghana, en Guinée-Bissau, en Côte d'Ivoire, au Mali, au Niger, au Nigeria, au Sénégal, au Togo.

## Habitat
On la rencontre sur les terrains rocheux, les inselbergs.